# الواقفية على الحسن العسكري
الواقفية على الحسن العسكري هي طائفة شيعية كانت تعتقد بإنكار وفاة الإمام الحسن العسكري، والقول بغيبته ومهدويته، وذلك بناء على عدم جواز وفاة الإمام دون ولد معروف ظاهر، لأن الأرض لا يمكن أن تخلو من إمام حسب عقيدتهم، وحسب قولهم: «إن الحسن العسكري حي لم يمت وإنما غاب وهو القائم ولا يجوز أن يموت الإمام ولا ولد له ولا خلف معروف ظاهر لأن الأرض لا تخلو من إمام، والحسن العسكري قد ثبتت وصيته بالإمامة وأشار أبوه إليه بالإمامة».
الواقفية على الحسن العسكري هي طائفة شيعية سميت بهذا الاسم لتفريقها عن طائفة الواقفية التي وقفت على الإمام موسى الكاظم والتي كانت أكثر شهرة.